# Chris Abani

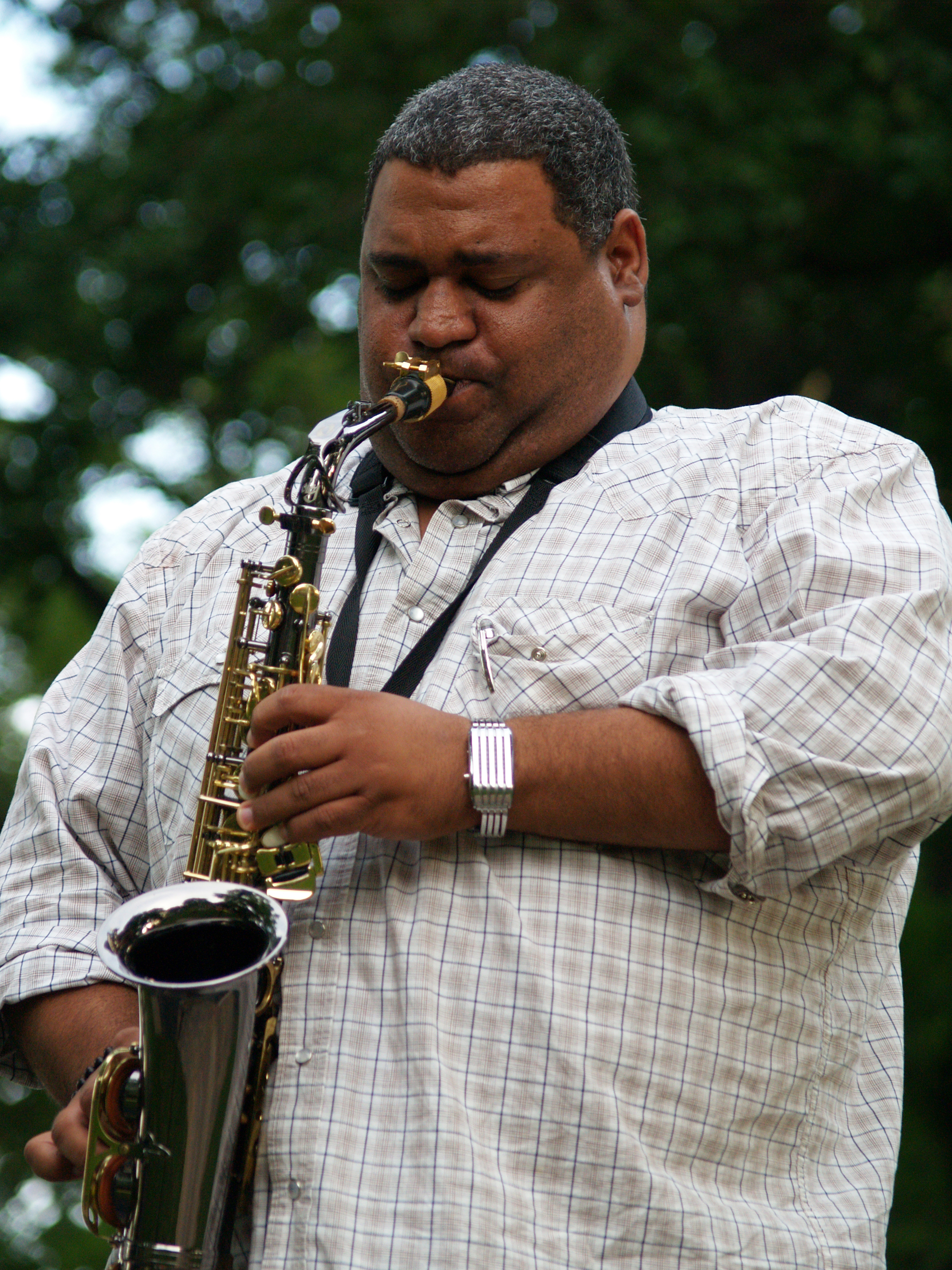
Chris Abani (2007)

Christopher „Chris“ U. Abani (* 27. Dezember 1966 in Afikpo, Nigeria) ist ein nigerianischer Romanautor, Dichter, Dramatiker, Pädagoge und politischer Aktivist. Zu Beginn des 21. Jahrhunderts wurde er zunehmend als eine führende Stimme der afrikanischen Literatur angesehen. Sein Leben wurde von der politischen Gewalt des nigerianischen Staates dramatisch geprägt.

## Leben und Werk
Chris Abani wurde in Afikpo im Südosten Nigerias geboren. Sein Vater Michael war ein Angehöriger des Volkes der Igbo, seine Mutter Daphne Engländerin. Als der Biafra-Krieg begann, war er sechs Monate alt. Seine Mutter floh mit ihm und seinen Geschwistern nach Großbritannien. Diese Erfahrung verarbeitete er später in poetischer Form in Daphne’s Lot (2003).
Als er nach dem Krieg nach Nigeria zurückkehrte, veröffentlichte er seine erste Kurzgeschichte im Alter von zehn Jahren. Mit 16 Jahren veröffentlichte er seinen ersten Roman Masters of the Board (1985), in dessen Folge er schweren politischen Verfolgungen ausgesetzt war. Der politische Thriller handelt von einem Komplott der Nazis, die die unwissenden Regierungen der Dritten Welt als Schachfiguren benutzen, um an die Macht zurückzukehren. Abani wurde im selben Jahr verhaftet, weil die nigerianische Militärregierung behauptete, dass Masters of the Board den Entwurf für einen gescheiterten Putsch geliefert hätte.
Nachdem er inhaftiert und gefoltert worden war, entwickelte sich Abani nach seiner Freilassung zu einem entschiedenen politischen Kritiker. Er schrieb und inszenierte Stücke für eine antidiktatorische Guerilla-Theatergruppe. Sein 1987 verfasster Roman Sirocco wurde bei der Veröffentlichung vom Staat beschlagnahmt. Seine literarische Tätigkeit führte zu zwei weiteren Gefängnisaufenthalten, u. a. im berüchtigten Hochsicherheitsgefängnis Kirikiri. Nach seiner Freilassung zwangen ihn wiederholte Anschläge auf sein Leben 1991 ins britische Exil.
In London setzte Abani seinen politischen Aktivismus fort und war eng mit der schwarzen britischen Kunstszene verbunden. Außerdem erwarb er einen Masterabschluss in Gender- und Kulturstudien an der University of London. Um 1996 begann er, Gedichte über seine Gefängnis-Erfahrungen zu schreiben, die in Kalakuta Republic (2000) gesammelt wurden. Nach der Ermordung eines Nachbarn 1999, bei der Abani glaubte, selbst das beabsichtigte Opfer gewesen zu sein, floh er ein zweites Mal ins Exil nach Los Angeles. Dort schrieb er weiterhin Gedichte und veröffentlichte kurz nacheinander Daphne’s Lot und Dog Woman (2004). In beiden Lyriksammlungen stehen starke Frauen im Mittelpunkt. Dog Woman wurde von Gemälden der portugiesischen Malerin Paula Rego inspiriert.
Abanis nächster Roman GraceLand (2004) erzählt die Geschichte eines jungen Elvis-Imitators im postkolonialen Lagos, der sich durch Armut, häuslichen Missbrauch und politische Verfolgung kämpft. Seine erste Novelle Becoming Abigail (2006) ist eine Betrachtung über das Leiden und Überleben. Sie erzählt die Geschichte des jungen Mädchens Abigail, das aus Nigeria nach Großbritannien entführt und von ihrem Cousin zur Prostitution gezwungen wird.
Im Jahr 2006 promovierte Abani in Literatur und Kreativem Schreiben an der University of California, Riverside, wo er anschließend als Professor für Literatur tätig war.

## Auszeichnungen
2001 wurde er mit dem PEN USA West Freedom-to-Write-Award sowie dem Prinz-Claus-Preis ausgezeichnet, 2003 erhielt er das Lannan Literary Fellowship und 2009 ein Guggenheim-Stipendium. Für GraceLand erhielt er 2005 den Hemingway Foundation PEN Award. Chris Abani ist Middleton Fellow an der University of Southern California und Gastprofessor an der University of California, Riverside.
Sein Krimi The Secret History of Las Vegas wurde 2015 mit dem Edgar Award als Bester Roman als Originaltaschenbuch ausgezeichnet.

## Sonstiges
Chris Abani war Teilnehmer beim Internationalen Literaturfestival Berlin 2004. 2015 wurde er in die American Academy of Arts and Sciences gewählt.

## Werke

### Romane und Erzählungen
- Masters of the Board. A Novel. Delta, Enugu 1985, ISBN 978-2335-03-7.
- GraceLand. Farrar, Straus, and Giroux, New York u. a. 2004, ISBN 0-374-16589-0
  - GraceLand, dt. von Thomas Brückner; C.H. Beck, München 2004, ISBN 3-406-52179-7.
- Becoming Abigail. A Novella. Akashic Books, New York NY 2006, ISBN 1-888451-94-7.
- The Virgin of Flames, 2007.
- Song for Night, 2007.
- The Secret History of Las Vegas, Penguin Books, New York, 2014.

### Gedichtsammlungen
- Kalakuta Republic. Saqi Books, London 2000, ISBN 0-86356-973-0.
- Daphne's Lot. Red Hen Press, Los Angeles CA 2003, ISBN 1-888996-62-5.
- Dog Woman. Red Hen Press, Los Angeles CA 2004, ISBN 1-888996-82-X.
- Hands Washing Water, 2006.
- Sanctificum, 2010.